# Bastos (São Paulo)
Pour les articles homonymes, voir Bastos.
Bastos est une ville brésilienne de l'ouest de l'État de São Paulo.

## Géographie
Bastos se situe à 21° 55′ 19″ S, 44° 02′ 00″ O à une altitude de 445 m. Sa population était de 20 445 habitants au recensement de 2010. La municipalité s'étend sur 406 km2.

## Démographie
| Évolution de la population (municipalité) | Évolution de la population (municipalité) | Évolution de la population (municipalité) | Évolution de la population (municipalité) |
| Année                                     | Population                                |                                           | %±                                        |
| ----------------------------------------- | ----------------------------------------- | ----------------------------------------- | ----------------------------------------- |
| 1950                                      | 6 150                                     |                                           | —                                         |
| 1960                                      | 6 291                                     |                                           | 2,3%                                      |
| 1970                                      | 9 657                                     |                                           | 53,5%                                     |
| 1980                                      | 15 343                                    |                                           | 58,9%                                     |
| 1991                                      | 19 116                                    |                                           | 24,6%                                     |
| 2000                                      | 20 588                                    |                                           | 7,7%                                      |
| 2010                                      | 20 445                                    |                                           | −0,7%                                     |
| 2022                                      | 21 503                                    |                                           | 5,2%                                      |
| ,                                         |                                           |                                           |                                           |

## Maires
| Période | Période | Identité           | Étiquette | Qualité |
| ------- | ------- | ------------------ | --------- | ------- |
| 2005    | 2008    | Natalino Chagas    | PDT       |         |
| 2009    | 2012    | Virgínia Fernandes | PSDB      |         |

## Religion
Le christianisme est présent dans la ville comme suit:

### Église Catholique
L'église catholique de la commune fait partie du Diocèse de Marília.

### Église Protestante
Les croyances évangéliques les plus diverses sont présentes dans la ville, principalement pentecôtistes, notamment les Assemblées de Dieu brésiliennes (la plus grande église évangélique du pays),, Congrégation Chrétienne au Brésil, entre autres. Ces dénominations se développent de plus en plus dans tout le Brésil.